# Rennen
Rennen è il secondo album in studio del cantante britannico Sohn, pubblicato il 13 gennaio 2017 dalla 4AD.

## Tracce
Testi e musiche di Sohn, eccetto dove indicato.
1. Hard Liquor – 4:04 (Sohn, Sam Dew)
2. Conrad – 3:43
3. Signal – 4:27
4. Dead Wrong – 3:03 (Royce Wood Junior)
5. Primary – 3:27
6. Rennen – 3:18
7. Falling – 4:29
8. Proof – 3:45
9. Still Waters – 3:31 (Kwabena Adjapong)
10. Harbour – 4:10

Traccia bonus nell'edizione giapponese
1. The Chase – 4:16

## Formazione
Hanno partecipato alle registrazioni, secondo le note di copertina:
Musicisti
- Sohn – strumentazione
- Sam Dew – voce aggiuntiva (traccia 1)
- Alex Pohn – batteria aggiuntiva (traccia 2)
- Albin Janoska – Wurlitzer (traccia 4)
- Royce Wood Junior – drum machine (traccia 4)

Produzione
- Sohn – produzione
- Royce Wood Junior – produzione aggiuntva (traccia 4)
- Manny Marroquin – missaggio
- Michelle Mancini – mastering
- Daniel Castrejón – copertina

## Classifiche
| Classifica (2017)         | Posizione massima |
| ------------------------- | ----------------- |
| Austria                   | 9                 |
| Belgio (Fiandre)          | 21                |
| Belgio (Vallonia)         | 107               |
| Francia                   | 162               |
| Paesi Bassi               | 56                |
| Regno Unito               | 96                |
| Regno Unito (independent) | 14                |
| Svizzera                  | 22                |